# Rectus femoris

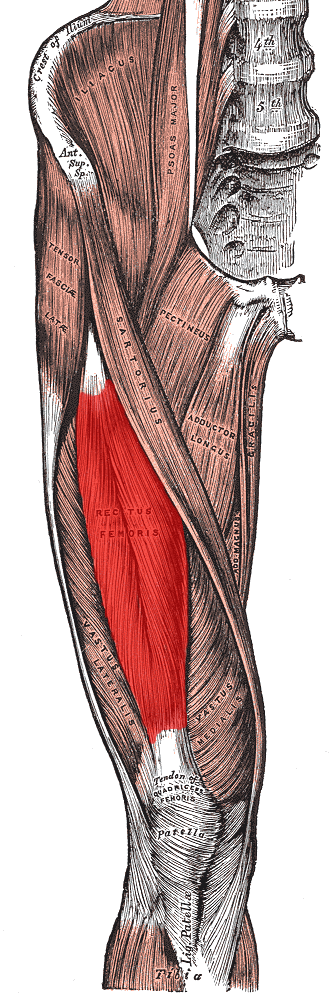
Musculus rectus femoris markerad i klarrött.

Musculus rectus femoris (m. rectus femoris) är en muskel på lårets framsida, som är en del av muskelgruppen av musculus quadriceps femoris. De övriga musklerna i musculus quadriceps femoris är musculus vastus medialis, musculus vastus intermedius och musculus vastus lateralis.
Muskelns ursprung är i bäckenbenet via två senor, den ena från vingen av tarmbenet (ala ossis ilii) och den andra från strax ovamför höftledsgropen. Dess fäste är i knäsenan som via knäskålen går ned till smalbenet.

## Funktion
Funktionen hos m. rectus femoris är flexion (böjning) i höften och extension (sträckning) av benet vid knät.
Flexion i höften sker genom m. rectus femoris, musculus sartorius och musculus iliopsoas. M. rectus femoris har svagare flexionsverkan vid höften när knät är sträckt eftersom muskeln då redan är förkortad. På samma sätt dominerar inte m. rectus femoris i extension vid knät när höften är böjd eftersom muskeln då redan är förkortad. Detta innebär att knästräckning från en sittande position framför allt utförs av de tre vastus-musklerna och inte m. rectus femoris.
M. rectus femoris är en direkt antagonist till "hamstringsmusklerna" på lårets baksida, vid både höften och knät.

## Styrketräning
Isolerande övning för denna muskel är inte möjlig. En övning som aktiverar m. rectus femoris delfunktion är excentrisk benpendling, men det gör den tillsammans med bland annat musculus iliopsoas, tensor fascia latae, musculus sartorius, men även vissa delar av adduktorerna som synergist. En annan övning som fokuserar på m. rectus femoris är benspark.